# Макдональд, Хонатан
Хонатан Андре Макдональд Поррас (исп. Jonathan André McDonald Porras; род. 28 октября 1987, Сан-Хосе, Коста-Рика) — коста-риканский футболист, нападающий клуба «Алахуэленсе» и сборной Коста-Рики.

## Карьера

### Клубная
Нападающий начинал свою карьеру в клубе «Кармелита». Вскоре он перешёл в «Эредиано», за который форвард играл в течение 5 лет.
В августе 2010 году Макдональд перешёл в канадский клуб второго дивизиона США «Ванкувер Уайткэпс».
В 2011 году Макдональд вернулся на родину и стал выступать за «Алахуэленсе».
В начале 2012 года форвард уехал в Европу, подписав трёхлетний контракт с клубом чемпионата Швеции «Кальмар».
В начале 2014 года вернулся в «Алахуэленсе».
В начале 2019 года Макдональд отправился в Катар, подписав краткосрочный контракт с возможностью продления с клубом «Аль-Ахли».
В июле 2019 года вновь вернулся в «Алахуэленсе».

### В сборной
В составе молодёжной сборной Коста-Рики участвовал в молодёжном чемпионате мира 2007.
За сборную Коста-Рики Хонатан Макдональд дебютировал 10 августа 2011 года в товарищеском матче против сборной Эквадора.
Первым крупным турниром для Макдональда в сборной стал Золотой кубок КОНКАКАФ 2015.
Макдональд был включён в состав сборной Коста-Рики на Золотой кубок КОНКАКАФ 2019.

## Достижения
- Чемпион Коста-Рики (3): 2010/11 (Инвьерно), 2010/11 (Верано), 2013/14 (Инвьерно).